# Grabow (Elde)
Grabow (pronunciación en alemán: /ˈɡʁaːboː/ⓘ) es una ciudad de la comarca de Ludwigslust en Mecklemburgo-Pomerania Occidental, Alemania. Esta sobre el río Elde, a 7 km al sudeste de Ludwigslust y a 34 km al norte de Wittenberge.

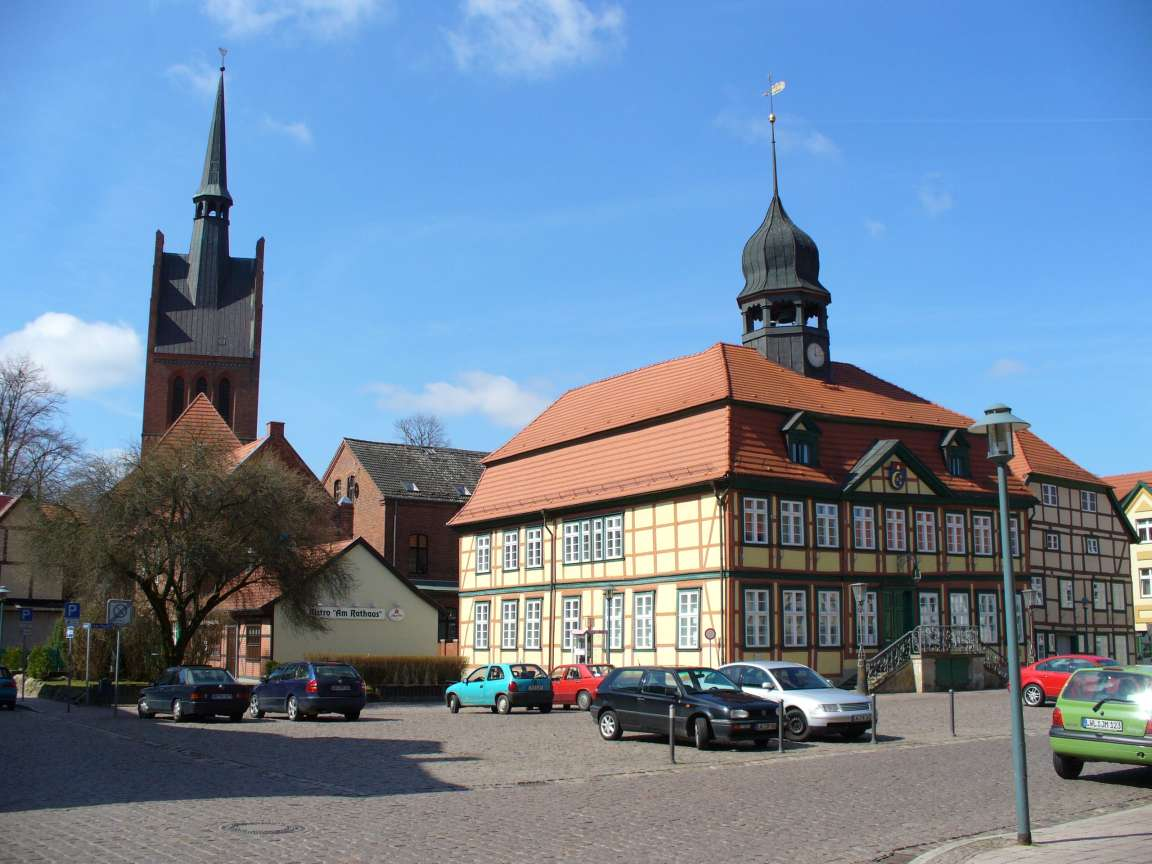
Casa consistorial